# Karl Strecker
Pour l’article homonyme, voir Strecker.
Karl Strecker (20 septembre 1884 à Radmannsdorf — 10 avril 1973 à Riezlern) est un Generaloberst allemand de la Heer (armée de Terre) dans la Wehrmacht pendant la Seconde Guerre mondiale.
Il a reçu la Croix de chevalier de la Croix de fer.

## Biographie
Karl Strecker est à la tête du 11. Armee-Korps au cours de la bataille de Stalingrad. Il commande ainsi la dernière poche de résistance avant de capituler le 2 février 1943, deux jours après les poches centre et sud (de Friedrich Paulus). Emmené en captivité, il est libéré en 1955.

## Décorations
- Croix de fer (1914)
  - 2e Classe
  - 1re Classe
- Croix d'honneur
- Agrafe de la Croix de fer (1939)
  - 2e Classe
  - 1re Classe
- Médaille du Front de l'Est
- Ordre de Michel le Brave 3e Classe (6 novembre 1942)
- Croix allemande en Or (25 janvier 1943)
- Croix de chevalier de la Croix de fer
  - Croix de chevalier le 26 octobre 1941 en tant que Generalleutnant et commandant de la 79. Infanterie-Division[3]